# 弗里茨勒山
47°24′N 13°24′E / 47.400°N 13.400°E
弗里茨勒山（德語：Fritztaler Berge），是奧地利的山峰，位於該國中部，處於薩爾茨堡州和施泰爾馬克州接壤的邊界，屬於薩爾斯堡板岩阿爾卑斯山脈的一部分，最高點霍赫格林德克山海拔高度1,827米。